# Anni Polva
Anni Polva (née le 6 janvier 1915 à Pétrograd, Russie – morte le 23 juillet 2003 à Turku, Finlande) est un écrivain finlandais. 

## Œuvres

### Littérature d'enfance et de jeunesse
- Tiina-sarja (1956–1986)
- Me tytöt (1946)
- Kaatunut penkki (1951)
- Maija panee tuulemaan (1954)
- Leena ja kaksoset (1962)
- Marjuli (1965)
- Mikko ja Mökö (1971)
- Juppe nuuski (1971)

- Ei, sanoi Hantti (1972)
- Minttu tahtoo koiran (1973)
- Pimpe karkaa (1974)
- Varokaa pojat, Kaisa tulee (1975)
- Sami löytää taikasolmun (1975)
- Samin satukynä (1976)
- Kaisa tykkää Rikasta (1976)
- Kaisa kiipeää katolle (1977)

- Inkku ja varpunen (1977)
- Saarallakin on taikasolmu (1978)
- Kivoja kavereita. Lue ja kirjoita (1978)
- Pata päässä (1979)
- Minna, Jonne ja Vinku (1979)
- Satusaappaat ja Nappi (1980)
- Timppa ja hännätön kissa (1981)
- Nopeasti karkuun, Kalle (1981)

- Sammakko nieli herhiläisen (1982)
- Joni saa oman Ransun (1984)
- Ransusta tulee sankari (1986)
- Hanna-Leena (1987)
- Uskallat kai, Hanna-Leena (1989)
- Sotkua kerrakseen, Hanna-Leena (1990)
- Taidat uhota, Hanna-Leena (1992)

### Romans
- Rakasta minua hiukan (1945)
- Anna suukko, kultaseni (1946)
- Tuletko aviomiehekseni (1947)
- Oletko sinäkin lemmensairas (1948)
- Sinä olet minun (1949)
- Kelpaanko sinulle (1950)
- Varo rakkautta (1951)
- Otan sinut, äkäpussi (1952)
- Minäkö muka mustasukkainen (1953)
- Vihaan hameväkeä (1954)
- Rakkaus rasittaa (1955)
- Mieheni on uskoton (1956)

- Etsin miestä itselleni (1957)
- Sinäkö se olitkin (1958)
- Kumman teistä otan (1959)
- Et edes huomaa minua (1960)
- Rakkautta ja kaalintaimia (1961)
- Voi noita miehiä  (1962)
- Päävoittona mies (1963)
- Otan sinut vaikka väkisin (1964)
- Rakkaus ajaa ojaan (1965)
- En rakastu kiusallakaan (1966)
- Älä leiki lemmellä (1967)
- Älähän pyristele, kultaseni (1968)

- Odotahan mokoma (1969)
- Vanha suola janottaa (1970)
- Isoa miestä lapsettaa (1971)
- Olen saanut tarpeekseni (1972)
- Vihellä minulle, Viki (1973)
- Minulla ei ketään (sous le pseudo de Kyllikki Heino) (1973)
- Tule ja puserra (1974)
- Ne rakkaat miehet (1975)
- Kumpi vei sydämeni (1976)
- Anna mun kaikki kestää (1977)
- Taisin erehtyä ovesta (1978)
- Nyt lähden minä (1979)

- Penni ajatuksistasi (1980)
- Älähän änkee (1981)
- Elettiin kotirintamalla (1981)
- Aina sattuu ja tapahtuu (1982)
- Kun olin pieni (1986)
- Joulumuisto (Gummerus) (1986)
- Hyvästi lapsuus (1987)
- Antaa soittaa (1988)
- Ota minut mukaasi (1993)

## Prix
- Prix Pirkanmaan Plättä, 1975, 1981, 1987